# 도시의 챔피언
《도시의 챔피언》(Urban Champion)는 닌텐도 초기의 액션 게임으로, 1984년 11월 14일 일본에서 발매되었다.